# De bokkerijders
De bokkerijders is het achtste stripverhaal uit de reeks van Suske en Wiske. Het is geschreven en getekend door Willy Vandersteen en werd gepubliceerd in De Standaard en Het Nieuwsblad van 20 maart 1948 tot en met 28 juli 1948 onder de titel De bokkerijder. 
De eerste albumuitgave was in 1956, destijds in de Vlaamse ongekleurde reeks met nummer 26. In 1972 verscheen het verhaal opnieuw in de Vierkleurenreeks met nummer 136. De oorspronkelijke versie is in 1993 nog eens uitgebracht in Suske en Wiske Klassiek.
Het verhaal is gebaseerd op een bekende 18-eeuwse sage over de Bokkenrijders. Historisch gaat het hier vermoedelijk om meerdere criminele bendes die in deze tijd de Landen van Overmaas onveilig maakten. Het verhaal over deze rovers is nadien aangevuld met allerlei volksgeloof en religieuze elementen.

## Locaties
- Mijnstreek in Nederlands-Limburg, steenkolenmijn, het Duivelsven

## Personages
- Suske, Wiske met Schanulleke, tante Sidonia, Lambik, Johan Matheus Lambik (voorouder van Lambik, Bokkenrijder), Thijs de Sprinkhaan (Bokkenrijder), Isidoor (Zilveren Bok), Driek (mijnwerker in trein), Jan (ploegbaas), Isidoor (de vliegende bok), vrouw bij wie Lambik kostganger is, Lambik II, Wiske II, Suske II

## Het verhaal
Wiske heeft een erg vreemde droom. Ze ziet eerst een ezel met een halve maan als kop, vervolgens een plant met een menselijke hand die opduikt uit een put die ze wilde vullen terwijl haar spade dienst weigerde, en ten slotte een hoorn waar geldstukken uit rollen die op de grond in bloemen veranderen.  Als ze de volgende ochtend tante Sidonia over deze droom vertelt, legt die uit dat het betekent dat Wiske een goede daad zal doen door iemand in nood te helpen, maar zelf hierdoor ook in moeilijkheden zal komen. Intussen hebben de vrienden al een paar dagen niets van Lambik gezien of gehoord en ze maken zich zorgen. Lambiks huis blijkt volledig te zijn gebarricadeerd, maar Suske en Wiske weten toch binnen te komen. Lambik blijkt zich geheel te hebben gekleed als een mijnwerker en zegt alleen dat hij ergens boete voor wil doen. Dan is hij ineens verdwenen. Op Lambiks zolder vinden de vrienden een kistje met daarin een stuk perkament. 
Het blijkt het levensverhaal te zijn van een 18de-eeuwse voorouder van Lambik, Johan Matheus Lambik (1730 – 1792), die lid was van de Bokkenrijders, een beruchte roversbende die voornamelijk in Nederlands Limburg actief was. Deze rovers reden volgens de overlevering op bokken door de lucht en stalen vooral zilver uit de kerken. Dit gestolen zilver smolten ze om tot een bok, waarin ze al hun kwaadaardigheid legden. De zilveren bok kwam ook tot leven en begon te spreken. Johan Matheus Lambik en de bendehoofdman, Thijs "de Sprinkhaan", kwamen echter tot inkeer toen ze een beeldje van de Heilige Barbara zagen. Ze werden hierop aangevallen door de andere bendeleden, die hen als verraders zagen. Na een grote ontploffing in de schuilplaats kwamen de meeste rovers om het leven. Johan Matheus Lambik en Thijs wisten te ontsnappen, maar Thijs raakte bedolven onder het puin. Hij leefde nog en riep om hulp, maar Lambiks voorouder ging ervandoor. Later werd Johan Matheus Lambik gearresteerd en tot een levenslange straf veroordeeld. Kort voor zijn dood schreef hij alles nog op, zodat zijn verhaal voor latere generaties bewaard zou blijven. 
Suske en Wiske besluiten met de trein af te reizen naar de Limburgse Mijnstreek, om daar op zoek te gaan naar Lambik. Ze denken dat Lambik op zoek is gegaan naar het vroegere rovershol, waar de zilveren bok zich nog steeds moet bevinden. In de coupé hebben twee mensen tegenover hen het over een nieuwe mijnwerker die zich nogal merkwaardig gedraagt; dit moet Lambik wel zijn. Suske en Wiske vallen per ongeluk uit de trein en ze komen in een weiland terecht. Suske belandt op een bok die blijkt te kunnen vliegen. Hij wordt een eind verderop door een vrouw gevonden en in haar huis opgevangen. Wiske komt hier later per toeval ook terecht, nadat ze eerst in de mijn waar Lambik nu werkt van iemand heeft gehoord dat Lambik eerder die dag door een explosie is omgekomen. Maar dan komt Lambik, die gewoon blijkt te leven, plotseling ook het huis van de vrouw binnen; hij is hier tijdelijk ingetrokken. Lambiks karakter blijkt echter totaal veranderd; hij wil nu enkel rijkdom en macht en slaat alles wat hem niet zint aan puin. Lambik wordt door Suske naar buiten gewerkt. 
Dan blijkt dat deze woeste Lambik een kopie is van de echte Lambik, waarin al het slechte naar boven is gehaald. Bij de explosie in de mijn zijn Thijs en de zilveren bok Isidoor weer tot leven gekomen. Ze hebben Lambik ontvoerd en een perfecte kopie van hem gemaakt, waarin al Lambiks slechte eigenschappen naar boven zijn gehaald. De echte Lambik is inmiddels ook ter plekke. "Lambik II" gaat mee met Thijs die weer actief blijkt te zijn als een van de rovers, en Isidoor die nu de leiding over de hervormde bende heeft. De echte Lambik gaat met Suske en Wiske naar de steenkolenmijn. Wiske weet hier de schuilplaats van Isidoor te vinden. De bok zegt tegen haar dat zij de nieuwe bendeleider moet worden. Wiske weigert dit hartgrondig, waarop Isidoor haar bewusteloos slaat. Intussen vecht Suske tegen Thijs en de slechte Lambik-kopie. Dan wordt Suske ogenschijnlijk door Wiske neergeslagen. Het blijkt echter een door Isidoor gemaakte kwaadaardige dubbelganger van Wiske te zijn, die op dezelfde manier door Isidoor is gemaakt als "Lambik II". Isidoor maakt ook nog een kwaadaardige kopie van Suske, zodat hij weer een complete roversbende heeft. De echte Suske en Wiske worden door Thijs vastgebonden terwijl er een kanon op hen is gericht. Hierna verlaat de nieuw gevormde Bokkenrijders-bende de schuilplaats om op rooftocht te gaan.
Voor het eerst sinds twee eeuwen vliegen de Bokkenrijders weer door de lucht, op weg naar het huis van tante Sidonia. In de schuilplaats worden Suske en Wiske net op tijd door Lambik gered. Terwijl de drie vrienden op weg zijn naar het huis van Sidonia om de overval te voorkomen, zien ze een vurige wagen met daarin levende skeletten hoog boven de heide vliegen. Het blijken ten onrechte veroordeelde Bokkenrijders te zijn, die hier in 1743 aan de galg werden geknoopt. De vrienden mogen zelf in deze wagen rijden totdat deze bij zonsopgang weer verdwijnt. Bij Sidonia's huis laat Wiskes engelbewaarder intussen de kwaadaardige dubbelgangers verdwijnen. Suske, Wiske en Lambik overleven een brand in Sidonia’s huis, die was aangestoken door de Bokkenrijders, door zich te verschuilen in een ijskast en het bad. Sidonia wordt aan een verband aan haar voet meegesleurd door Isidoor en ze belandt in een boom. De vrienden vinden haar terug waarna ze allen worden gered door de Stierenpatrouille, een groep padvinders.
Thijs krijgt nu toch weer berouw. Als hij een belastinginspecteur tegenkomt, vindt hij het erg dat er in de 20e eeuw blijkbaar een officiële dienst bestaat voor het afpakken van geld. Isidoor vernietigt het hol, waar Suske en Wiske in zitten, en wil zich met Thijs in het Duivelsven werpen nu het spel voor hem uit is. De engelbewaarder van Wiske heeft hen weer gered, en Lambik vindt hen in het hol. De padvinders bouwen ter plekke een brug over het moeras richting Isidoor en Thijs, die snel wegzinken. Thijs wil zich alsnog bekeren als hij het beeldje van de Heilige Barbara weer ziet; hierdoor is hij nu eindelijk verlost van Isidoors betovering. Isidoor kan Thijs echter nog net meesleuren naar de bodem van het moeras.  De vrienden rouwen om Thijs, maar 's nachts verschijnt bij hun tent Thijs' geest die hun de nu ontzielde zilveren bok overhandigt voordat hij voorgoed verdwijnt. De bok zal worden omgesmolten en het hierdoor teruggekregen zilver zal teruggaan naar de bestolen kerken.

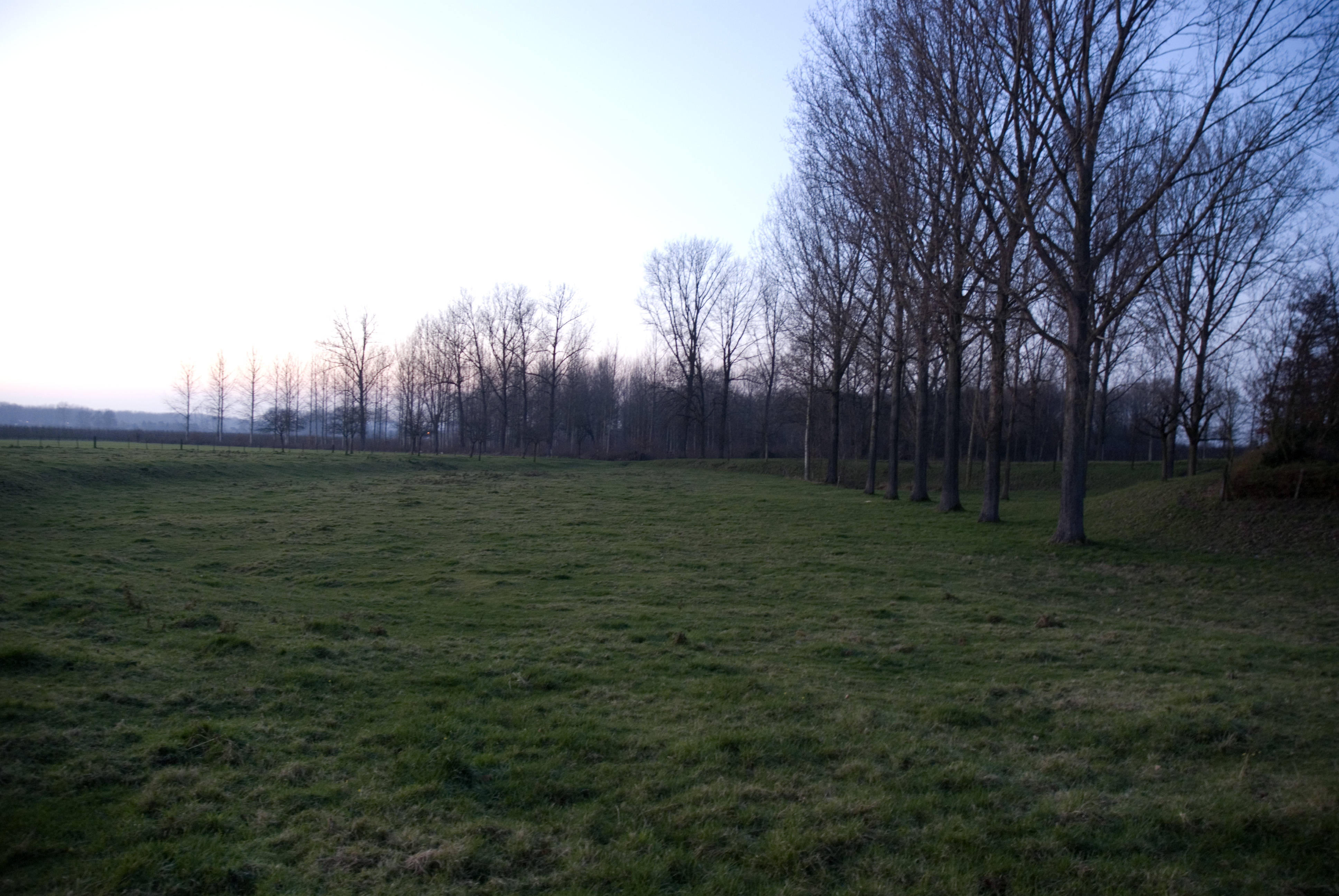
De Bonderkuil in Wellen, waar 19 bokkenrijders werden terechtgesteld; een soortgelijk weidelandschap komt in dit verhaal voor
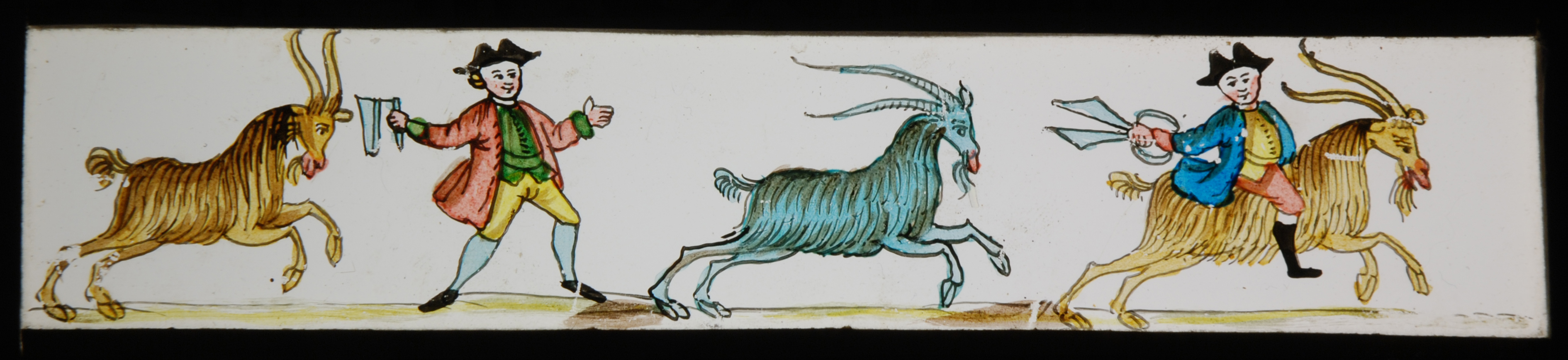
Lantaarnplaat (gedateerd tussen 1790-1830) waarop een bokkenrijder is uitgebeeld

## Achtergronden bij het verhaal
- Het was het eerste verhaal in de serie dat zich hoofdzakelijk in de Nederlandse provincie Limburg afspeelde. In de begintijd van de Suske en Wiske-strip waren de verhalen nog voornamelijk sterk gericht op Vlaanderen. Dit veranderde pas echt toen de strip ook in Nederland en elders steeds populairder werd.
- Dit is ook het eerste verhaal uit de serie waarin het christendom duidelijk een van de centrale thema's is, inclusief verwijzingen naar de hemel (als Suske en Wiske denken dat ze door het kanon zullen sterven).
- Barbara is patrones van de mijnwerkers. Andere katholieke symboliek sluipt in het verhaal wanneer Wiske hulp krijgt van haar engelbewaarder. De Heilige Barbara duikt opnieuw op in De mysterieuze mijn (1990).
- Enkele scènes zijn volgens analisten sterk geïnspireerd op vergelijkbare passages in Hergés stripverhaal De schat van Scharlaken Rackham, zoals de scène waarin het kistje op Lambiks zolder wordt geopend.[2]

## Vertalingen
- Dit verhaal is in 1997 door het Limburgs Dagblad ook uitgebracht in het Limburgs, onder de titel De bokkeriejersj.[3] Sommige personages hebben hier heel andere namen:
  - Johan Matheus Lambik = Johan Matheus Lambiek
  - Thijs = Ties(ke)
  - De heilige Barbara = de Hèllege Berreb
  - Jan = Sjeng